# Troyes Omni Sports
Le Troyes Omni Sports (TOS) est un club omnisports français basé à Troyes.
Le club est fondé le 14 juin 1967.
Sa section phare a été la section handball ; les handballeuses sont sacrées championnes de France d'Excellence (D2) en 1973 puis championnes de Franc Élite (D1) en 1979. Carole Martin, meilleure joueuse française des années 1980 puis sélectionneuse de l'Équipe de France féminine de handball entre 1991 et 1997, y a effectué l'essentiel de sa carrière et a terminé meilleure buteuse du championnat de D1 en 1983. Le club est toutefois relégué au terme de la saison 1983-1984.
En athlétisme, Liliane Ménissier est sacrée championne de France d'heptathlon en 1986 et en 1990. 